# Terrence McManus
Terrence McManus (Brooklyn) is een Amerikaanse jazzgitarist, die werkt in het spectrum van moderne creatieve, freejazz tot geïmproviseerde muziek..

## Biografie
McManus groeide op in New Jersey en Connecticut en volgde de Greater Hartford Academy of Performing Arts, waar hij jazz en improvisatie studeerde bij Dave Santoro. Gedurende deze tijd werkte hij met muzikanten uit het Hartford-muziekcircuit zoals Steve Davis en Jimmy Greene. Vervolgens studeerde hij af aan de William Paterson University, waar hij o.a. studeerde bij Vic Juris en Gene Bertoncini. In de daaropvolgende jaren speelde hij in verschillende constellaties in het New Yorkse jazzcircuit o.a. met Scott Amendola, Tim Berne, Kermit Driscoll, Marty Ehrlich, Bill Frisell, Mat Maneri, Herb Robertson, Tyshawn Sorey, Nate Wooley en John Zorn. In zijn trio Firstborn speelt hij met Ellery Eskelin en Mark Helias. In 2007 verscheen zijn album Live at the Clown Lounge in een kwartetcast. Met Gerry Hemingway ontstond in 2010 het duoalbum Below the surface of. Als solist presenteerde hij de ep Brooklyn. In 2011 nam hij met Gerry Hemingway en Mark Helias het trioalbum Transcendental Numbers op. In 2006 richtte hij het label Flattened Planet op. In 2012 werkte hij in een trio met Ben Monder en Ches Smith.